# ماكس أوليري
ماكس أوليري (بالإنجليزية: Max O'Leary)‏ (10 أكتوبر 1996 بإنجلترا في المملكة المتحدة - ) هو لاعب كرة قدم بريطاني في مركز حراسة المرمى. لعب مع نادي بريستول سيتي ونادي كيدرمينستر هاريرز لكرة القدم.

## وصلات خارجية
- ماكس أوليري على موقع قاعدة بيانات كرة القدم.إي يو (الإنجليزية)
- ماكس أوليري على موقع Soccerbase.com (لاعب) (الإنجليزية)
- ماكس أوليري على موقع Soccerway.com (الإنجليزية)